# Кейдзо Обуті
Кейдзо Обуті (яп. 小渕恵三; 25 червня 1937 — 14 травня 2000) — японський політик, який протягом своєї політичної кар'єри дванадцять раз обирався в палату представників японського парламенту. 84-тий прем'єр-міністр Японії.

## Життєпис

### Ранні роки
Обуті народився в містечку Наканодзьо у північно-західній частині префектури Ґумма в родині політичного діяча, власника ткацької фабрики. У віці 13 років перейшов на навчання у приватну середню школу в Токіо, а в 1958 році поступив на навчання в Університет Васеда, де став вивчати англійську літературу в надії стати письменником. У цьому ж році його батько, Обуті Кохей, помер. Тоді студент Кейдзо Обуті вирішив продовжити справу батька і стати політиком. В 1962 році він закінчив університет.

### Політична кар'єра
У листопаді 1963 року у віці 26 років Обуті був обраний до парламенту від Ліберально-демократичної партії, ставши наймолодшим членом парламенту Японії. З цього моменту він жодного разу не програв вибори в палату представників від своєї префектури Ґумма. У 1970 році Обуті був призначений заступником міністра пошт і телекомунікацій. Потім він також обіймав посади парламентського заступника міністра будівництва, заступника начальника Канцелярії прем'єр-міністра, виконував функції спеціального посланника прем'єр-міністра у ряді країн Південно-Східної Азії. У 1979 році Обуті отримав свою першу посаду: він був призначений начальником Канцелярії прем'єр-міністра і одночасно начальником Управління розвитку Окінави. У 1991 він був обраний генеральним секретарем ЛДП, а в 1994 році став її віце-головою. У 1997 році Рютаро Хасімото призначив його на посаду міністра закордонних справ.
У липні 1998, після відставки Хасімото, став лідером ЛДП, а потім, рішенням нижньої палати парламенту, — прем'єр-міністром. У вересні 1999 року він був знову обраний лідером ЛДП, тим самим продовживши свій термін перебування на посаді прем'єр-міністра.
На початку квітня 2000 року Обуті переніс важкий інсульт. Увечері того ж дня він знепритомнів. Незважаючи на всі зусилля лікарів, вивести з коми його не вдалося. Кейдзі Обуті помер 14 травня, трохи не доживши до свого 63-річчя.